# Machinae Supremacy
Machinae Supremacy, às vezes abreviado como "MaSu", é uma banda de Lula, Suécia, que toca um cruzamento entre power metal e britpop. Eles se auto-definem como SID Metal, já que  usam um SidStation com o chip SID do Commodore 64. Eles lançaram um número considerável de músicas para download gratuito em seu website, e são grandes suportadores do formato de áudio Ogg Vorbis.
Formada em 2000, no norte da Suécia. De origens humildes, fazer músicas e simplesmente colocá-los on-line para os amigos para baixar, logo ficou evidente que milhares e milhares de pessoas foram baixando essas faixas. Dois fãs alemães ofereceram-se para criar um site para a banda e como ela continuou a produzir canções, a nome da banda totalmente original se espalhou pela internet para todos os cantos do mundo.
Em pouco tempo o site Machinae Supremacy teve uma média de 100 000 downloads de músicas por mês - cerca de 650 gigabytes de dados brutos decorrentes do seu servidor hospedado por fãs. Eles foram descobertos pela Universal Music records Spinefarm de metal em 2006.
Desde então, o Supremacy Machinae tem realizado com o Royal Philharmonic Orchestra, excursões pela Europa com a banda Children of Bodom, e produziu um grande catálogo de conteúdo de música e vídeo (muito do que está disponível para download gratuito no site da Machinae Supremacy).
A mistura única de trilha sonora, metal e estilo retro de música de videogame fez deles uma das maiores bandas underground do mundo.

## Integrantes
- Robert "Gaz" Stjärnström – vocal (2000–atualmente), guitarra (2000–2006, 2011–2013)
- Jonas "Gibli" Rörling – guitarra, backing vocal (2000–atualmente)
- Andreas "Gordon" Gerdin – teclados, backing vocal (2000–atualmente), guitarra (2006–2011), baixo (2011–atualmente)
- Niklas "Nicky" Karvonen – bateria (2009–patualmente)
- Tomi Luoma – guitarra (2013–atualmente)

## Discografia
- Deus Ex Machinae (2004; reeditado em 2005)
- Jets'n'Guns OST (2004)
- Redeemer (Underground) (2005)
- Redeemer (Retail) (2006)
- Overworld (2008)
- A View From The End Of The World (2010)
- Rise Of a Digital Nation (2012)
- Phantom Shadow (2014)
- Into The Night World (2016)